# Libor Rouček
Libor Rouček (Kladno, 4 settembre 1954) è un politico ceco.
Eletto al parlamento ceco nel 2002, nel 2004 è divenuto europarlamentare, ricoprendo l'incarico di vicepresidente dal luglio 2009 al gennaio 2012.

## Biografia
Ha studiato all'università di Vienna, dal 1978 al 1984, specializzandosi in scienze politiche e sociologia. Vanta un dottorato in relazioni internazionali.
Ha aderito al Partito Socialdemocratico Ceco (ČSSD), divenendone portavoce nel 1998. Quattro anni più tardi e sino al 2006, è stato vicepresidente del ČSSD della Boemia Centrale. Nel 2003 è stato designato presidente della commissione per gli affari esteri del suo partito, incarico che ha ricoperto sino al 2009.
È stato eletto deputato al parlamento della Repubblica Ceca nel 2002, assumendo gli incarichi di vicepresidente della commissione per l'integrazione europea, vicepresidente della commissione per gli affari esteri, vicepresidente del gruppo del partito socialdemocratico ceco (ČSSD). Dal 2005 è presidente dell'Unione dei federalisti europei nella Repubblica ceca (dal 2005).
Nel 2004 è stato eletto europarlamentare, venendo designato capo della delegazione del partito socialdemocratico ceco (ČSSD) presso il parlamento europeo. Nel periodo 2006-2009 è stato primo vicepresidente della commissione per gli affari esteri, dal luglio 2009 al gennaio 2012 è stato vicepresidente del parlamento.